# Letalitätswert
Der Letalitätswert (L), auch Letalitätsrate  oder Teil-F-Wert (F abgeleitet von Fahrenheit) genannt, gibt an, wie effektiv Mikroorganismen mit definierter Hitzeresistenz abgetötet werden, wenn sie eine Minute lang einer bestimmten Temperatur ausgesetzt werden. Als Standard ist eine Temperatur von 121,1 °C (= 250 °F) festgelegt, die den Letalitätswert Eins (L = 1) hat. Alle weiteren Letalitätswerte sind Bruchteile dieses Wertes. 
In der Berechnung des konkreten Letalitätswertes bei der Untersuchung einer Probe spielen die Dezimale Reduktionszeit und der Z-Wert eine Rolle.
So lässt sich der L-Wert wie folgt berechnen:
{\displaystyle L={\frac {F(0)}{F(t)}}={\frac {D(121,1)}{D(t)}}=10^{\frac {T-121,1}{z}}}
Geht man von einem Z-Wert von 10 aus, so entspricht ein L-Wert von 0,1 also
- einer Erhitzung auf 101,1 °C für 10 Minuten
- einer Erhitzung auf 111,1 °C für 1 Minute
- einer Erhitzung auf 121,1 °C für 0,1 Minuten = 6 Sekunden

Mit Hilfe des Temperaturverlaufes während eines Erhitzungsvorganges kann man somit bei bekanntem Z-Wert den Abtötungseffekt berechnen, den man bei einer schlagartigen Erhitzung auf 121,1 °C (mit anschließend schlagartiger Abkühlung) gehabt hätte.

## Quelle
- Dr. Nagel über die Haltbarmachung von Lebensmitteln (PDF; 207 kB)
- Bayer CropScience über die charakteristischen Größen der Sterilisation (PDF; 426 kB)